# Моси-Оа-Тунья (национальный парк)
Национальный парк «Моси-оа-Тунья» (англ. Mosi-oa-Tunya National Park) — национальный парк в Замбии, объект Всемирного наследия ЮНЕСКО, в котором находится половина водопада Моси-оа-Тунья — «Дым, который гремит», известного во всем мире как водопад Виктория — на реке Замбези. Река образует границу между Замбией и Зимбабве, поэтому водопады являются общими для двух стран, а парк является близнецом национального парка водопадов Виктория на зимбабвийской стороне.
«Моси-оа-Тунья» происходит от языка кололо или лози, и это название теперь используется по всей Замбии и в некоторых частях Зимбабве.
Национальный парк «Моси-оа-Тунья» охватывает 66 км2 (25 кв. миль) от ущелья Сонгве ниже водопадов в северо-западной дуге вдоль примерно 20 км (12 миль) берега реки Замбии. Он образует юго-западную границу города Ливингстон и состоит из двух основных частей, каждая из которых имеет отдельные входы: парк дикой природы на северо-западном конце и земли, прилегающие к самому водопаду Виктория, который в сезон дождей образует самую большую в мире завесу падающей воды. Он простирается вниз по течению от водопада и на юго-восток вдоль ущелий Батока.

## Раздел дикой природы парка
Парк дикой природы включает в себя высокий речной лес с пальмами, лесной массив миомбо и луга с большим количеством птиц и животных, включая ангольского жирафа, зебру Берчелла, бородавочника, чёрную антилопу, африканского буйвола, импалу и других антилоп. Численность животных сократилась из-за засух с 2000 года.
В настоящее время в парке обитают десять южных белых носорогов, включая детенышей. Они не являются коренными для Замбии; их импортировали из Южной Африки (коренной чёрный носорог был истреблен в округе, хотя пилотный проект по их повторному введению в национальный парк Северная Луангва). Первоначально в парк были введены два носорога; оба были убиты браконьерами ночью 6 июня 2007 года. Один был застрелен недалеко от ворот, и его рог был извлечен; другой получил серьезные пулевые ранения, но выжил и до сих пор живет в парке под круглосуточным наблюдением. К 2009 году количество носорогов было увеличено до пяти животных, и в будущем планируется ввести еще больше. По состоянию на 2022 год в парке было 10 белых носорогов.
Африканских слонов часто можно увидеть в парке, когда они пересекают реку в сухой сезон со стороны Зимбабве. С берега реки можно увидеть бегемотов и крокодилов. Обычны зеленые мартышки и бабуины, как и в остальной части национального парка за пределами секции дикой природы. С января 2009 года коммерческая компания по дикой природе Lion Encounter проводит в парке «прогулки со львами», а в дальнейшем планирует начать программу разведения львов в скором времени расширенной секции парка Дамбва Форест.
В парке дикой природы находится кладбище Old Drift, где были похоронены первые европейские поселенцы. Они разбили лагерь у реки, но продолжали умирать от странной и смертельной болезни. Они обвиняли в этой неизлечимой болезни «лихорадочные деревья» с желто-зеленой корой, хотя всё это время причиной их гибели был малярийный комар. Вскоре община перебралась на возвышенность, и возник город Ливингстон.

## Часть парка с водопадами
Водопадная часть национального парка включает в себя тропический лес на скале напротив Восточного водопада, который поддерживается брызгами от водопада. Он содержит редкие для этой местности растения, такие как стручковое красное дерево, черное дерево, пальма слоновой кости, дикая финиковая пальма и ряд лиан. В этой области обитают небольшие антилопы и бородавочники, а также их можно увидеть на тропинках через речной лес, ведущих к водопаду.
В ноябре 2005 года в парке была установлена новая статуя исследователя Дэвида Ливингстона (оригинальная и более известная статуя Ливингстона находится на зимбабвийской стороне). На острове Ливингстона также была открыта мемориальная доска, отмечающая место, с которого Ливингстон был первым европейцем, увидевшим водопад.
Мост Knife-Edge был построен в этой области в 1960-х годах, чтобы обеспечить доступ пешком к скалам, возвышающимся над водопадами Rainbow Falls и выходом First Gorge к Boiling Pot во Second Gorge. Крутая пешеходная тропа также спускается к Boiling Pot, с видом на Second Gorge и мост водопада Виктория.
В районе, непосредственно перед тем, как река низвергается в водопад Виктория, есть небольшой участок парка, который в настоящее время является единственным местом на берегу реки, куда можно попасть без оплаты. Это важное место для слонов, где они пересекают реку.
До вершин глубоких ущелий ниже водопадов можно добраться по дороге и пешеходным тропам через парк, и это хорошие места, чтобы увидеть антилоп-прыгунов, бескоготных выдр и 35 видов хищных птиц, таких как сокол Таита, орел Верро, сапсан и канюк-авгур, которые здесь же и гнездятся.

## Перспективы развития
Этот парк рассматривается на предмет включения в трансграничную заповедную зону Каванго-Замбези, охватывающую пять стран.